# Prende y apaga
Prende y Apaga fue un programa televisivo argentino emitido en la señal de cable de noticias Todo Noticias, transmitido los viernes a la medianoche y conducido por Sergio Lapegüe.
La idea original para crear este programa fue la creciente popularidad de un bloque llamado así, actualmente emitido, en los noticieros conducidos por Sergio Lapegüe durante las noches. El propósito es mostrar a través de la televisión las distintas partes de Argentina y a la gente prendiendo y apagando las luces de sus casas; haciéndose notar que están ahí.

## Tema musical del "Prende y Apaga"
El tema que es transmitido y escuchado la mayor parte del programa se llama Prende y Apaga cantado por Palito Ortega y su hijo Emanuel.

## Cámaras
El Prende y Apaga usa las cámaras que Todo Noticias tiene instaladas por todo el país para ver a la gente "prendiendo y apagando". Esos lugares son: Buenos Aires, La Plata, Mar del Plata, Córdoba, Salta, Rosario, Santa Fe, Paraná, Bariloche, Ushuaia, Puerto Madryn, Las Grutas, Tucumán, Miramar (Buenos Aires), Posadas, Corrientes, Formosa, General Pico, Mendoza, Lomas de Zamora y San Martín de los Andes. Además, siempre hay un móvil satelital que recorre el país y gente de ciudades sin cámaras que transmite mediante celulares, que el programa le otorga a los participante que ganen un concurso, que se realiza en todos los programas; saliendo un ganador por noche.

## Staff
- Conducción: Sergio Lapegüe
- Coconductores: Juan Manuel "el Rifle" Varela y Matías Bertolotti
- Móviles: Ángel Sotera
- Producción: Eleonora Pérez Caressi

- Datos: Q6085220